# Sanji Mmasenono Monageng
Sanji Mmasenono Monageng, née le 9 août 1950 à Serowe, est une magistrate botswanaise. Elle est juge de la Cour pénale internationale (CPI) de 2009 à 2018.

## Biographie
Sanji Mmasenono Monageng est diplômée en droit de l'université du Botswana et devient juge dans son pays en 1989. En 2003, elle est élue à la Commission africaine des droits de l'homme et des peuples, une des institutions judiciaires de l'Union africaine, dont elle devient présidente en 2007.
En novembre 2006, elle assiste à la réunion sur les principes de Jogjakarta tenue à l'université Gadjah Mada. Au moment où elle est élue en tant que juge de la CPI, Monageng est également juge de la Haute Cour de la Gambie et de celle du Swaziland, en vertu des accords de coopération au sein du Commonwealth. Son expérience nationale et internationale constitue un atout important dans son élection.
En 2009, Monageng est élue juge à la CPI par l'Assemblée des États parties, pour un mandat de neuf ans. Elle est affectée à la Chambre préliminaire de la Cour, qui se prononce sur la validité des requêtes et autorise ou non le début d'une procédure d'enquête pouvant déboucher sur un procès. À ce titre, c'est elle qui délivre un mandat d'arrêt contre Mouammar Kadhafi, en audience publique à La Haye en 2011,, et qui formule en juin 2012 l'avis de la chambre préliminaire sur la nécessaire détention de Laurent Gbagbo, confirmant ce point en appel en octobre de la même année. Entre 2012 et 2015, elle est Première vice-présidente de la Cour.
Après avoir quitté la CPI en 2018, Mme Monageng prête serment en tant que juge au Tribunal administratif de la Communauté de développement d'Afrique australe (SADCAT) en 2019 pour un contrat de deux ans. Ce tribunal a pour mission de veiller au respect et à l'interprétation correcte des dispositions du traité de la SADC.